# Jarosław Guzy
Pour les articles homonymes, voir Guzy.
Jarosław Guzy est un homme politique et homme d'affaires polonais, né le 31 décembre 1955 à Cracovie. Il est le premier président de l'Union indépendante des étudiants (en).

## Biographie
De 1975 à 1981, Jarosław Guzy étudie la sociologie à l'université Jagellonne de Cracovie. À la fin des années 1970, il coopère avec le Comité étudiant de solidarité (en). En 1980, il rejoint l'Union indépendante des étudiants (en), dont il est devient le premier président en avril 1981. Sous la loi martiale en Pologne, il est emprisonné à Białołęka et à Darłówko. Après sa libération, il est placé sous la surveillance constante des Służba Bezpieczeństwa, les services secrets de la République populaire de Pologne.
En 1988, Jarosław Guzy part étudier à l'université Yale aux États-Unis. Il revient en Pologne en 1991 et s'engage en politique. Il occupe des postes importants dans des entreprises publiques, dont le Parc technologique de Varsovie.
Le 8 décembre 2007, le président de la République Lech Kaczyński lui remet la croix de chevalier de l'ordre Polonia Restituta. Le 20 février 2017, le président Andrzej Duda lui décerne la Croix de la liberté et de la solidarité (en).